# Cadrón
Cadrón (oficialmente Santo Estevo de Cadrón) es una parroquia española del municipio de Lalín, perteneciente a la provincia de Pontevedra, en la comunidad autónoma de Galicia.

## Historia
Hacia mediados del siglo XIX, el lugar, ya por entonces perteneciente a Lalín, tenía contabilizada una población de ochenta habitantes. Aparece descrito en el quinto volumen del Diccionario geográfico-estadístico-histórico de España y sus posesiones de Ultramar de Pascual Madoz con las siguientes palabras:

CADRON (San Esteban): felig. en la prov. de Pontevedra (10 1/2 leg.), part. jud. y ayunt. de Lalin (1), dióc. de Lugo (9): sit. á la izq. del r. Arnego, con libre ventilacion, y clima bastante sano. Tiene 16 casas distribuidas en las ald. ó l. de que se compone, que son el de su nombre, Castelo y Lamas. La igl. parr. dedicada á San Esteban, es aneja de la de San Julian de Rodis. Confina el térm. N. y O. con la felig. de Cangas; r. Arnego, y S. con la de Alperiz. El terreno es montuoso, áspero y de mediana calidad; la parte inculta escasea de arbolado, pero abunda en tojo, helecho y otros arbustos, que ninguna utilidad prestan, pero abunda en esquisitas yerbas de pasto. Los caminos son locales y malos. El correo se recibe en Lalin. prod.: algun trigo, bastante centeno, maiz panizo, patatas, legumbres y hortalizas; se cria ganado vacuno, mular, lanar y cabrio; hay caza de varias especies, y pesca de truchas, anguilas y otros peces menudos en el indicado r. pobl.: 16 vec., 80 alm. contr.: con el ayunt. (V.)
(Madoz, 1846, p. 232)

En 2022, tenía empadronados 109 habitantes.